# José Martín de Echauri
Martín José de Echauri (Navarra, Imperio español, fines del siglo XVII - Buenos Aires, Gobernación del Río de la Plata, 8 de enero de 1761) fue Gobernador del Paraguay de diciembre de 1735 a 1740. Terminada la revolución comunera se encargó de calmar los ánimos y combatió contra los indios.

## Biografía
Nacido en la región de Navarra, sus padres fueron Martin José de Echauri y Antonia Echauri, oriundos de la localidad de Echauri, en el obispado de Pamplona. Luchó como soldado en la Guerra de Sucesión Española. Llegó a América en 1717, sirviendo como capitán de dragones en las tropas que luchaban en la región de la Banda Oriental (actual Uruguay), donde combatió contra los franceses a mando de Esteban Moreau. Participó de la retomada de Asunción, como integrante del ejército enviado por el gobernador del Río de la Plata, Bruno Mauricio de Zabala, a reprimir la rebelión. Con la supresión final de la misma, fue nombrado como gobernador. En el cargo trató de apaciguar la provincia, luchar contra los indios del Chaco y enfrentar graves problemas económicos relacionados al restablecimiento de Santa Fe como puerto preciso (de parada obligatoria), en 1739. Al año siguiente es reemplazado por Rafael de la Moneda.
Su esposa fue Ana Francisca de Larrazábal y Avellaneda oriunda de Buenos Aires y con quien tuvo una hija, Dionisia. Ana Francisca fue hermana de quien se convertiría en Gobernador de Paraguay Marcos José Larrazábal. Murió en Buenos Aires en enero de 1761, descansando sus restos hasta hoy en la iglesia de Santo Domingo de esa capital.